# Granulifusus
Granulifusus is een geslacht van weekdieren uit de klasse van de Gastropoda (slakken).

## Soorten
- Granulifusus amoenus Hadorn & Fraussen, 2005
- Granulifusus babae Hadorn & Fraussen, 2005
- Granulifusus bacciballus Hadorn & Fraussen, 2005
- Granulifusus balbus Hadorn & Fraussen, 2005
- Granulifusus benjamini Hadorn & Fraussen, 2005
- Granulifusus captivus (E. A. Smith, 1889)
- Granulifusus consimilis Garrard, 1966
- Granulifusus dalli (Watson, 1882)
- Granulifusus dondani M. A. Snyder, 2003
- Granulifusus faurei (Barnard, 1959)
- Granulifusus geometricus Hadorn & Fraussen, 2005
- Granulifusus hayashii Habe, 1961
- Granulifusus kiranus Shuto, 1958
- Granulifusus lochi Hadorn & Fraussen, 2005
- Granulifusus martinorum (Cernohorsky, 1987)
- Granulifusus monsecourorum Hadorn & Fraussen, 2005
- Granulifusus musasiensis (Makiyama, 1922) †
- Granulifusus nakasiensis Hadorn & Fraussen, 2005 †
- Granulifusus niponicus (E. A. Smith, 1879)
- Granulifusus noguchii (Habe & Masuda, 1990)
- Granulifusus obesus Snyder, 2013
- Granulifusus poppei Delsaerdt, 1995
- Granulifusus pulchellus Hadorn & Chino, 2005
- Granulifusus rubrolineatus (G. B. Sowerby II, 1870)
- Granulifusus rufinodis (Martens, 1901)
- Granulifusus staminatus (Garrard, 1966)
- Granulifusus vermeiji M. A. Snyder, 2003
- Granulifusus westhuizeni Lussi, 2014